# Tanbu, Guangning
Tanbu (kinesiska: 潭布) är en köping i sydöstra Kina. Den ligger i Guangning härad i staden Zhaoqing i provinsen Guangdong, omkring 90 kilometer nordväst om provinshuvudstaden Guangzhou. Antalet invånare är 20 844. Befolkningen består av 9 762 kvinnor och 11 082 män. Barn under 15 år utgör 18,0 %, vuxna 15-64 år 67 %, och äldre över 65 år 13,0 %.